# Araia (stacja kolejowa)
Araia (hiszp: Estación de Araya, bask: Araiako geltokia) – stacja kolejowa w miejscowości Araia, w prowincji Araba we wspólnocie autonomicznej Kraj Basków, w Hiszpanii. Obsługuje połączenia średniego zasięgu Renfe. Posiada również funkcje towarowe.

## Położenie stacji
Stacja położona jest na wysokości 581 m n.p.m., na linii kolejowej Madryt – Hendaye, w km 523,685. Linia jest dwutorowa i zelektryfikowana.

## Historia
Stacja została otwarta pomiędzy 1860 a 1864 wraz z odcinkiem Alsasua (Olazagoitia) – Vitoria linii Madryt-Hendaye. Linię wybudowała Compañía de los Caminos de Hierro del Norte de España. Spółka zarządzała linią do 1941 roku kiedy nastąpiła nacjonalizacja kolei w Hiszpanii i włączono ją do nowo utworzonego RENFE.
Od 31 grudnia 2004 infrastrukturą kolejową zarządza Adif.

## Linie kolejowe
- Madryt – Hendaye

## Połączenia
| Linia MD | Pociągi | Z/Do              |  | Do/Z                                   |
| -------- | ------- | ----------------- |  | -------------------------------------- |
| 25       | MD      | Irun              |  | Vitoria/Gasteiz Madrid-Chamartín       |
| 26       | RE      | Zaragoza Pamplona |  | Burgos Vitoria/Gasteiz Miranda de Ebro |